# Lachnum tenuipilosum
Lachnum tenuipilosum är en svampart som tillhör divisionen sporsäcksvampar, och som beskrevs av Svr?ek. Lachnum tenuipilosum ingår i släktet Lachnum, och familjen Hyaloscyphaceae. Arten är reproducerande i Sverige.